# Nogometno prvenstvo NR Hrvatske – IV. skupina 1947./48.
Nogometno prvenstvo NR Hrvatske – IV. skupina (IV. skupina prvenstva Hrvatske; Prvenstvo Dalmacije) je bilo ligaško natjecanje četvrtog stupnja nogometnog prvenstva Jugoslavije u sezoni 1947./48. 
 
U ovoj sezoni Prvenstvo NR Hrvatske je bilo organizirano u dva ranga (stupnja) 
 
- prvenstvo po zonama - 5 zona - igra 32 kluba (nakon odustajanja pojednih 30) - odgovara trećem stupnju mprvenstva 
 
- prvenstvo po grupama (skupinama) - igra 118 klubova (društava); (dalje razdvojeno na podgrupe, dok područje skupina odgovara području zona) - četvrti stupanj lige 
 
U Prvenstvu IV. skupine NR Hrvatske je sudjelovalo ukupno 18 klubova (društava) s područja Dalmacije i Like, a prvak nakon doigravanja je postao "Zmaj" iz Makarske. 

## Sustav natjecanja
Natjecanje je igrano u dva dijela 
- 1. dio - ukupno 18 klubova je bilo podijeljeno u 4 skupine, igrano dvokružno 
- Doigravanje / Završnica - završna skupina, igrala 4 pobjednika skupina, jednokružno 

## Prvi dio

### 1. podgrupa
| mj. | klub                  | ut. | pob. | ner. | por. | gol+ | gol- | bod |
| --- | --------------------- | --- | ---- | ---- | ---- | ---- | ---- | --- |
| 1.  | Cement Solin          | 8   | 6    | 1    | 1    | 23   | 8    | 13  |
| 2.  | Slaven Trogir         | 8   | 5    | 0    | 3    | 10   | 6    | 10  |
| 3.  | Mladost Kaštel Lukšić | 8   | 3    | 0    | 5    | 14   | 19   | 6   |
| 4.  | Jadran Kaštel Sućurac | 8   | 3    | 0    | 5    | 12   | 23   | 6   |
| 5.  | Val Kaštel Stari      | 8   | 2    | 1    | 5    | 9    | 12   | 5   |

| kratica | klub                  | CEM | JAD | MLA | SLA | VAL |
| --- | --------------------- | --- | --- | --- | --- | --- |
| CEM | Cement Solin          |     |     |     |     |     |
| JAD | Jadran Kaštel Sućurac |     |     |     |     |     |
| MLA | Mladost Kaštel Lukšić |     |     |     |     |     |
| SLA | Slaven Trogir         |     |     |     |     |     |
| VAL | Val Kaštel Stari      |     |     |     |     |     |
| |                       |     |     |     |     |     |
| podebljan rezultat – utakmice od 1. do 5. kola (1. utakmica između klubova) rezultat normalne debljine – utakmice od 6. do 10. kola (2. utakmica između klubova) rezultat nakošen – nije vidljiv redoslijed odigravanja međusobnih utakmica iz dostupnih izvora rezultat nakošen i smanjen * – iz dostupnih izvora nije uočljiv domaćin susreta prekrižen rezultat – poništena ili brisana utakmica p – utakmica prekinuta 3:0 p.f. / 0:3 p.f. – rezultat 3:0 bez borbe |                       |     |     |     |     |     |

### 2. podgrupa
| mj. | klub                     | ut. | pob. | ner. | por. | gol+ | gol- | bod |
| --- | ------------------------ | --- | ---- | ---- | ---- | ---- | ---- | --- |
| 1.  | Drniš                    | 6   | 6    | 0    | 0    | 20   | 3    | 12  |
| 2.  | Dinara Knin              | 6   | 4    | 0    | 2    | 14   | 6    | 8   |
| 3.  | Rudar Siverić            | 6   | 1    | 1    | 4    | 12   | 13   | 3   |
| 4.  | Primorac Biograd na Moru | 6   | 0    | 1    | 5    | 8    | 32   | 1   |

| kratica | klub                     | DIN | DRN | PRI | RUD |
| --- | ------------------------ | --- | --- | --- | --- |
| DIN | Dinara Knin              |     |     |     |     |
| DRN | Drniš                    |     |     |     |     |
| PRI | Primorac Biograd na Moru |     |     |     |     |
| RUD | Rudar Siverić            |     |     |     |     |
| |                          |     |     |     |     |
| podebljan rezultat – utakmice od 1. do 3. kola (1. utakmica između klubova) rezultat normalne debljine – utakmice od 4. do 6. kola (2. utakmica između klubova) rezultat nakošen – nije vidljiv redoslijed odigravanja međusobnih utakmica iz dostupnih izvora rezultat nakošen i smanjen * – iz dostupnih izvora nije uočljiv domaćin susreta prekrižen rezultat – poništena ili brisana utakmica p – utakmica prekinuta 3:0 p.f. / 0:3 p.f. – rezultat 3:0 bez borbe |                          |     |     |     |     |

### 3. podgrupa
| mj. | klub              | ut. | pob. | ner. | por. | gol+ | gol- | bod |
| --- | ----------------- | --- | ---- | ---- | ---- | ---- | ---- | --- |
| 1.  | Zmaj Makarska     | 6   | 5    | 0    | 1    | 9    | 3    | 10  |
| 2.  | Baška Voda        | 6   | 3    | 1    | 2    | 17   | 5    | 7   |
| 3.  | Neretvanac Opuzen | 6   | 3    | 1    | 2    | 10   | 13   | 7   |
| 4.  | Junak Sinj        | 6   | 0    | 0    | 6    | 2    | 16   | 0   |
|     | UKUPNO            | 24  | 11   | 2    | 11   | 38   | 37   |     |

| kratica | klub              | BAV | JUN | NER | ZMAJ |
| --- | ----------------- | --- | --- | --- | ---- |
| BAV | Baška Voda        |     |     |     | 0:2  |
| JUN | Junak Sinj        |     |     |     | 0:2  |
| NER | Neretvanac Opuzen |     |     |     | 2:1  |
| ZMAJ | Zmaj Makarska     | 1:0 | 1:0 | 2:1 |      |
| |                   |     |     |     |      |
| podebljan rezultat – utakmice od 1. do 3. kola (1. utakmica između klubova) rezultat normalne debljine – utakmice od 4. do 6. kola (2. utakmica između klubova) rezultat nakošen – nije vidljiv redoslijed odigravanja međusobnih utakmica iz dostupnih izvora rezultat nakošen i smanjen * – iz dostupnih izvora nije uočljiv domaćin susreta prekrižen rezultat – poništena ili brisana utakmica p – utakmica prekinuta 3:0 p.f. / 0:3 p.f. – rezultat 3:0 bez borbe |                   |     |     |     |      |

### 4. podgrupa
"Jedinstvo" iz Brinja prvak podgrupe (podskupine). 

## Doigravanje / završnica
| mj. | klub             | ut. | pob. | ner. | por. | gol+ | gol- | bod |
| --- | ---------------- | --- | ---- | ---- | ---- | ---- | ---- | --- |
| 1.  | Zmaj Makarska    | 3   | 2    | 1    | 0    | 4    | 0    | 5   |
| 2.  | Jedinstvo Brinje | 3   | 1    | 1    | 1    | 3    | 4    | 3   |
| 3.  | Cement Solin     | 3   | 1    | 0    | 2    | 4    | 4    | 2   |
| 4.  | Drniš            | 3   | 0    | 2    | 1    | 2    | 5    | 2   |

| kratica | klub             | CEM | DRN | JED | ZMAJ |
| --- | ---------------- | --- | --- | --- | ---- |
| CEM | Cement Solin     |     |     |     |      |
| DRN | Drniš            |     |     |     | 0:0  |
| JED | Jedinstvo Brinje |     |     |     |      |
| ZMAJ | Zmaj Makarska    | 1:0 |     | 3:0 |      |
| |                  |     |     |     |      |
| rezultat normalne debljine – utakmice od 1. do 3. kola (1. utakmica između klubova) rezultat nakošen – nije vidljiv redoslijed odigravanja međusobnih utakmica iz dostupnih izvora rezultat nakošen i smanjen * – iz dostupnih izvora nije uočljiv domaćin susreta prekrižen rezultat – poništena ili brisana utakmica p – utakmica prekinuta 3:0 p.f. / 0:3 p.f. – rezultat 3:0 bez borbe |                  |     |     |     |      |